# Allergiás kötőhártya-gyulladás
Az allergiás kötőhártya-gyulladást, más néven az allergiás conjuctivitist, akárcsak a többi allergiát, az immunrendszer túlérzékenysége okozza, de az allergiás tüneteket már más szervrendszer, ez esetben a szem kötőhártyája produkálja. A szem leggyakoribb allergiás betegségei a szezonális allergiás kötőhártya-gyulladás, az egész évben tartó allergiás kötőhártya-gyulladás, valamint az akut allergiás kötőhártya-gyulladás. Ritkábban fellépő, de idesorolandó betegségek a vernális keratokonjunktivitisz, az atópiás keratokonjunktivitisz és az óriás pupillás konjunktivitisz is.

## Szezonális allergiás kötőhártya-gyulladás
Ez a betegség a szemhéjak belső és a szemgolyó külső felszínét borító vékony hártya gyulladása, más néven szénanáthás allergiás konjunktivitisz. Ezt az elnevezést azért használják, mert a szénanátha és a konjunktivitisz általában együtt, vagy egymást követve jelentkezik az allergiás egyéneknél. Ez a szembetegség a leggyakoribb. Tünetei általában: vörös, viszkető, könnyező szem, súlyosabb esetben égető érzés, valamint a torok és az orr viszketése és égető érzése.

## Egész évben tartó (perenniális) konjunktivitisz
Valójában tünetei megegyeznek a szezonálissal, de enyhébben jelentkeznek, valamint egész évben jelen vannak a látható tünetek is.

## Akut allergiás kötőhártya-gyulladás
Tünetei: tüsszögés, orrdugulás, szem- és garatviszketés. Ennek a tünetei a legkényelmetlenebbek és súlyosabban jelentkeznek, mint a már említett szembetegségeknél.

## Vernális keratokonjunktivitisz
Főleg tavasszal jelentkezik. Valószínűleg az akkor virágzó növények pollenjei váltják ki. Tünetei: extrém viszketés, photophobia, 1 mm-nél nagyobb, sűrűn elhelyezkedő pupillák.

## Atópiás keratokonjunktivitisz
Általában más allergiás megbetegedésekkel együtt jelentkezik, mint például ekcéma és asztma. Tünetei: erek tágulása a szemben, fekélyképződés.

## Óriás pupillás konjunktivitisz
Hasonló tünetekkel jár, mint a már említettek. A pupillák megnövekednek, erősen könnyezik a szem.

## A megbetegedéseket kiváltó allergének
A szem allergiás megbetegedéseinek általános, közös tünetei közé tartozik a szem viszketése, vörössége; erős könnyezés jellemzi.
| Szezonális allergiás kötőhártya-gyulladás | pollen                           |
| Perenniális allergiás konjunktivitisz     | házipor                          |
| Akut allergiás konjunktivitisz            | növények                         |
| Vernális keratokonjunktivitisz            | pollen                           |
| Óriás pupillás konjunktivitisz            | kontaktlencse                    |
| Atópiás konjunktivitisz                   | (csak atópiás felnőttben) pollen |

## Kezelés
A kezelés mint minden más allergiás megbetegedés esetében antihisztaminnal, vagy más szteroidokkal történik. Általában orvosi ajánlásra használhatóak lokális szteroidok, vagyis olyan szemcseppek, amelyek tartalmaznak antihisztamint. Egyéb esetekben orálisan (szájon át) használandó antihisztamin a kezelés eszköze. 
Más szemcseppek, például fertőtlenítők, nem tiltottak, de nem is ajánlott, mivel az a tüneteket kezeli (ha kezeli), s nem azoknak kiváltó okát.

### Szerb nyelvű
- Alergijski konjunktivitis  magyarul: Allergiás konjunktivitisz
- Sezonski ili atopički alergijski konjunktivitis (SAC) magyarul: Szezonális illetve atópiás allergiás konjunktivitisz
- Gigantopapilarni konjunktivitis (GPC) magyarul: Óriás pupillás konjunktivitisz
- Vernalni keratokonjunktivitis (VKC) magyarul: Vernális keratokonjunktivitisz

### Magyar nyelvű
- Kötöhártya gyulladás. www.hazipatika.com (Hozzáférés: 2019. augusztus 13.) arch
- Kötöhártya gyulladás. egeszseg.origo.hu (Hozzáférés: 2009. március 8.) arch
- A kötőhártya-gyulladás okai, kezelése Archiválva 2018. február 16-i dátummal a Wayback Machine-ben